# Olympische Winterspiele 1960/Biathlon
Bei den VIII. Olympischen Spielen 1960 in Squaw Valley fand erstmals ein Biathlon-Wettbewerb statt. Nachdem bei vorherigen Winterspielen der Militärpatrouillenlauf als Demonstrationswettbewerb mit unterschiedlichen Regeln auf dem Programm stand, gab es nun eine Disziplin, den Wettbewerb über 20 km. Geschossen wurde wie heute beim Einzelwettkampf viermal, allerdings mit großkalibrigen Waffen. Die Entfernung zu den Scheiben verringerte sich von einem Schießen zum nächsten sukzessive und lag zwischen 200 Metern zu Beginn und 100 Metern zum Schluss. Fehlschüsse wurden gleich mit zwei Strafminuten geahndet.
Zuschauer gab es kaum, im Zielbereich hielten sich v. a. Offizielle, Betreuer und Journalisten auf. So war die Sportart als olympischer Wettbewerb in den 1960er Jahren umstritten und nur mit knapper Mehrheit votierten die Mitglieder des IOC im darauf folgenden Jahr für den Verbleib von Biathlon im Programm der Winterspiele. Aber auch 1964 verbesserte sich die Situation nur wenig.

## Medaillenspiegel
| Platz | Land        | Gold | Silber | Bronze | Gesamt |
| ----- | ----------- | ---- | ------ | ------ | ------ |
| 1     | Schweden    | 1    | –      | –      | 1      |
| 2     | Finnland    | –    | 1      | –      | 1      |
| 3     | Sowjetunion | –    | –      | 1      | 1      |

### Medaillengewinner
| Gold           | Silber          | Bronze             |
| -------------- | --------------- | ------------------ |
| Klas Lestander | Antti Tyrväinen | Alexander Priwalow |

## Einzel 20 km
| Platz | Land | Sportler            | Laufzeit (h) | Fehler | Gesamtzeit (h) |
| ----- | ---- | ------------------- | ------------ | ------ | -------------- |
| 1     | SWE  | Klas Lestander      | 1:33:21,6    | 0      | 1:33:21,6      |
| 2     | FIN  | Antti Tyrväinen     | 1:29:27,7    | 02     | 1:33:27,7      |
| 3     | URS  | Alexander Priwalow  | 1:28,54,2    | 03     | 1:34:54,2      |
| 4     | URS  | Wladimir Melanin    | 1:27:42,4    | 04     | 1:35:42,4      |
| 5     | URS  | Walentin Pschenizyn | 1:30:45,8    | 03     | 1:36:45,8      |
| 6     | URS  | Dmitri Sokolow      | 1:28:16,7    | 05     | 1:38:16,7      |
| 7     | NOR  | Ola Wærhaug         | 1:36:35,8    | 01     | 1:38:35,8      |
| 8     | FIN  | Martti Meinilä      | 1:29:17,0    | 05     | 1:39:17,0      |
| 9     | EUA  | Cuno Werner         | 1:29:33,8    | 06     | 1:41:33,8      |
| 10    | NOR  | Henry Hermansen     | 1:34:20,1    | 04     | 1:42:20,1      |
| 11    | NOR  | Jon Istad           | 1:36:53,5    | 04     | 1:44:53,5      |
| 12    | SWE  | Tage Lundin         | 1:33:56,3    | 06     | 1:45:56,3      |
| 13    | EUA  | Herbert Kirchner    | 1:38:35,6    | 04     | 1:46:35,6      |
| 14    | USA  | John Burritt        | 1:36:36,8    | 05     | 1:46:36,8      |
| 15    | FIN  | Eero Laine          | 1:33:28,3    | 07     | 1:47:28,3      |
| 16    | SWE  | Sven Agge           | 1:30:21,7    | 09     | 1:48:21,7      |
| 17    | EUA  | Horst Nickel        | 1:32:28,9    | 08     | 1:48:28,9      |
| 18    | FIN  | Pentti Taskinen     | 1:36:29,7    | 07     | 1:50:29,7      |
| 19    | SWE  | Adolf Wiklund       | 1:30:07,8    | 12     | 1:54:07,8      |
| 20    | EUA  | Kurt Hinze          | 1:36:36,5    | 09     | 1:54:36,5      |
| 21    | USA  | Richard Mize        | 1:33:56,2    | 11     | 1:55:56,2      |
| 22    | FRA  | René Mercier        | 1:26:13,2    | 15     | 1:56:13,2      |
| 23    | USA  | Gustav Hanson       | 1:40:06,2    | 09     | 1:58:06,2      |
| 24    | USA  | Larry Damon         | 1:33:38,2    | 13     | 1:59:38,2      |
| 25    | FRA  | Victor Arbez        | 1:25:58,4    | 16     | 2:01:58,4      |
| 26    | HUN  | Pál Sajgó           | 1:34:27,3    | 14     | 2:02:27,3      |
| 27    | FRA  | Gilbert Mercier     | 1:29:16,6    | 17     | 2:03:16,6      |
| 28    | FRA  | Paul Romand         | 1:28:48,4    | 18     | 2:04:48,4      |
| 29    | GBR  | John Moore          | 1:40:50,8    | 14     | 2:08:50,8      |
| 30    | GBR  | Norman Shutt        | 1:45:36,5    | 13     | 2:11:36,5      |

Datum: 21. Februar 1960, 08:00 Uhr
Der Höhenunterschied zwischen dem höchsten und dem tiefsten Punkt betrug 240 m. Die vier Schießstände lagen nach 6,5, 9,5, 12,5 und 15 km. Beim ersten Stand musste eine Scheibe mit 25 cm aus 200 m, danach eine mit 30 cm aus 250 m, eine mit 20 cm aus 150 m und eine mit 30 cm aus 100 m getroffen werden. Die ersten drei Schießen durften nach freier Wahl liegend oder stehend ausgeführt werden, wobei alle Teilnehmer dies liegend erledigten. Das letzte war stehend durchzuführen. Der bis dahin führende Priwalow handelte sich sechs Strafminuten ein, wodurch er von Lestander und Tyrväinen überholt wurde. Nur ein Fehlschuss weniger, und er hätte Gold gewonnen. Dadurch mussten die Sowjets, nach ihrer Überlegenheit bei der Vorjahrs-Weltmeisterschaft, eine Enttäuschung hinnehmen, wenngleich sie die beste Mannschaftsleistung boten.
Lestander erklärte, dass er sich in guter Form befunden und auch als Schütze in den letzten Monaten Fortschritte gemacht habe, weshalb er mit Optimismus ins Rennen gegangen sei. Zwar gäbe es bessere Läufer als ihn, doch was nütze es, sich in der Loipe abzuhetzen, wenn ein Schießfehler eine 2-Minuten-Zeitstrafe bringt. Diese Taktik wurde auch vom Silbergewinner Tyrväinen bestätigt, der einräumte, er habe sich beim Schießen zu sehr beeilt. Besser hätte er ein paar Sekunden zögern sollen, denn dann wäre wohl kein Schuss daneben gegangen.